# Zambia
Zambia (tidligere Nordrhodesia) er et land i Afrika. Mod nord grænser Zambia op til den Demokratiske Republik Congo og Tanzania, mod øst til Malawi og Mozambique, mod syd til Zimbabwe, Botswana og Namibia og mod vest til Angola. Administrativt er Zambia opdelt i ni provinser (Luapula, Nordlige, Østlige, Lusaka, Sydlige, Vestlige, Nordvestlige, Kobberbæltet og Centrale), der igen er opdelt i tilsammen 61 distrikter. Landet har sit navn fra floden Zambezi, der afgrænser landet mod syd.

## Demografi
Zambia er et multietnisk samfund med 73 forskellige stammer med syv hovedsprog: bemba, kaonde, lozi, lunda, luvale, nyanja og tonga.

## Politik og administration
Zambia er en republik med et repræsentativt demokrati. Landet har en præsident. Præsidenten i Zambia er både statsoverhoved og regeringschef. Regeringen har den udøvende magt, den lovgivende magt er fordelt mellem regeringen og parlamentet. Zambia blev republik umiddelbart efter landet opnåede uafhængighed i oktober 1964.

### Præsidenter
- Kenneth Kaunda: 24. oktober 1964 – 2. november 1991
- Frederick Chiluba: 2. november 1991 – 2. januar 2002
- Levy Mwanawasa: 2. januar 2002 – 12. august 2008
- Rupiah Banda: 29. juni 2008 – 23. september 2011
- Michael Sata: 23. september 2011 – 28. oktober 2014
- Guy Scott (fungerende): 29. oktober 2014 – 25. januar 2015
- Edgar Lungu 25. januar 2015 – 24. august 2021
- Hakainde Hichilema 24. august 2021 – nuværende

### Administrativ inddeling
Zambia er delt ind i ti provinser (hovedstæder i parentes):
1. Central (Kabwe)
2. Copperbelt (Ndola)
3. Eastern (Chipata)
4. Luapula (Mansa)
5. Lusaka (Lusaka)
6. Muchinga, (Chinsali)
7. Northern (Kasama)
8. North-Western (Solwezi)
9. Southern (Choma, indtil 2013 Livingstone)
10. Western (Mongu)